# Diplotychus longulus
Genre
Espèce
Diplotychus longulus, unique représentant du genre Diplotychus, est une espèce d'araignées aranéomorphes de la famille des Thomisidae.

## Distribution
Cette espèce est endémique de Madagascar.

## Description
La femelle subadulte holotype mesure 4 mm.

## Publication originale
- Simon, 1903 : Descriptions de quelques genres nouveaux de l'ordre des Araneae. Bulletin de la Société entomologique de France, vol. 1903, p. 123-124 (texte intégral).